# Elmārs Zemgalis
Elmārs Zemgalis (Riga, 9 de setembre de 1923 - 8 de desembre de 2014), va ser un jugador d'escacs i professor de matemàtica d'origen letó, nacionalitzat estatunidenc. Va ser guardonat per la FIDE amb el títol de Gran Mestre honorífic el 2003.

## Biografia i resultats destacats en competició
Després que la Unió Soviètica envaís Letònia per segon cop, en Zemgalis va marxar a Alemanya.

### Carrera a Alemanya
Com a persona desplaçada, després de la II Guerra Mundial, va participar en dotze torneigs internacionals. El 1946, fou segon, rere Wolfgang Unzicker, a Augsburg, amb una puntuació de 13/16, i posteriorment fou segon rere Fedor Bohatirchuk, a Regensburg (Memorial Klaus Junge), amb 6½/9. El 1947, fou segon, rere Lūcijs Endzelīns a Hanau (Memorial Hermanis Matisons). El 1948, va guanyar a Esslingen (Campinat de Württemberg), amb 7/9. El 1949 va guanyar a Rujtā (Campionat de Württemberg). El mateix any, empatà al primer lloc amb Iefim Bogoliúbov a Oldenburg, i empatà al primer lloc amb Leonids Dreibergs a Esslingen.

### Carrera als Estats Units
El 1951, emigrà als Estats Units, on va esdevenir professor de matemàtica. Cap al 1952, es va establir a Seattle, i fou, durant els següents quinze anys, probablement, el millor jugador de la costa nord del Pacífic. El 1952, va guanyar (3:1) un matx contra Olaf Ulvestad a Seattle. El 1953 i el 1959, va guanyar el Campionat d'escacs de l'Estat de Washington. El 1962, va guanyar (4½:3½) un matx contra Viktors Pupols.

## Rànquing mundial
El seu millor rànquing Elo s'ha estimat en 2609 punts, el gener de 1950, moment en què tenia 26 anys, cosa que el situaria en 40è lloc mundial en aquella data. Segons chessmetrics, va ser el 40è millor jugador mundial durant 2 mesos, entre gener i febrer de 1950.
En William J.Donaldson ha escrit un llibre sobre la seva carrera: Elmars Zemgalis: Grandmaster without the title (2001).